# جون ستانتون (صحفي)
جون ستانتون (بالإنجليزية: John Stanton)‏ هو صحفي أمريكي، ولد في القرن العشرين.